# Municipio di Luneburgo
Il municipio di Luneburgo (in tedesco: Rathaus Lüneburg o Lüneburger Rathaus) è uno storico edificio della città tedesca di Luneburgo, in Bassa Sassonia (Germania nord-occidentale), realizzato tra il XIII e il XVIII secolo.

## Descrizione
La facciata principale dell'edificio si trova sul lato occidentale del Markt, la Piazza del Mercato.
Il complesso è in gran parte in stile tardo-gotico e rinascimentale.

## Storia
L'edificio originario fu costruito nel 1230.
Nel XXI secolo è iniziata un'opera di restauro del complesso la cui conclusione è prevista per il 2024/2025.

## Punti d'interesse

### Esterni
La facciata principale dell'edificio risale al 1720 ed è decorata con statue barocche.
La torre del municipio è fornita di carillon, composto da 42 campane in porcellana di Meissen.

### Interni
All'interno dell'edificio, tra le sale principali, figurano la sala dei Principi, risalente al XV secolo, il tribunale, risalente al 1330 e con un soffitto in legneo del 1530, l'ala consigliare, risalente al 1466-1484, la cancelleria vecchia, risalente al 1433 e il deposito delle stoffe (risalente al 1450 ca.), in cui è ubicato un museo, che ospita delle copie delle celebri argenterie di Luneburgo.

## Galleria d'immagini

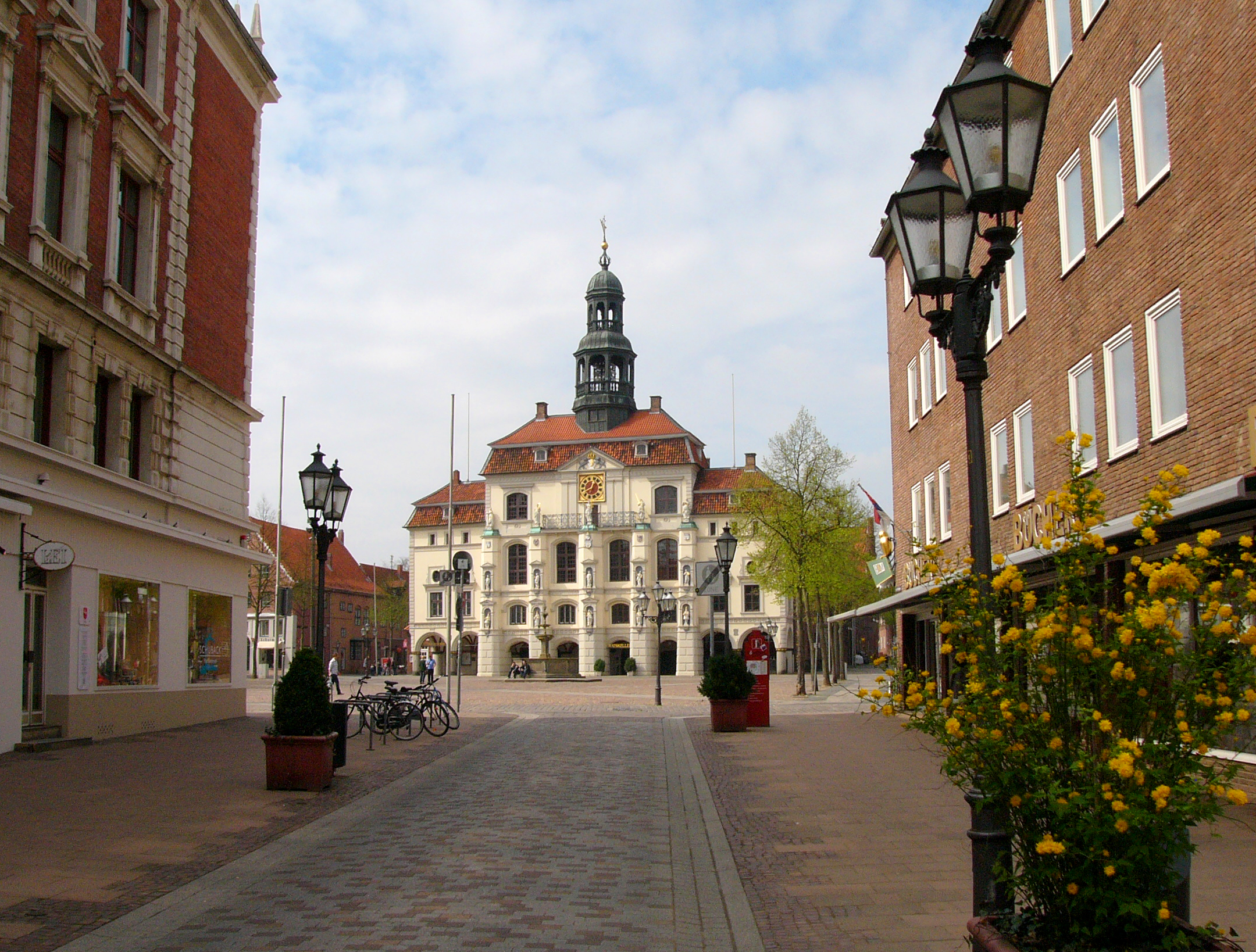
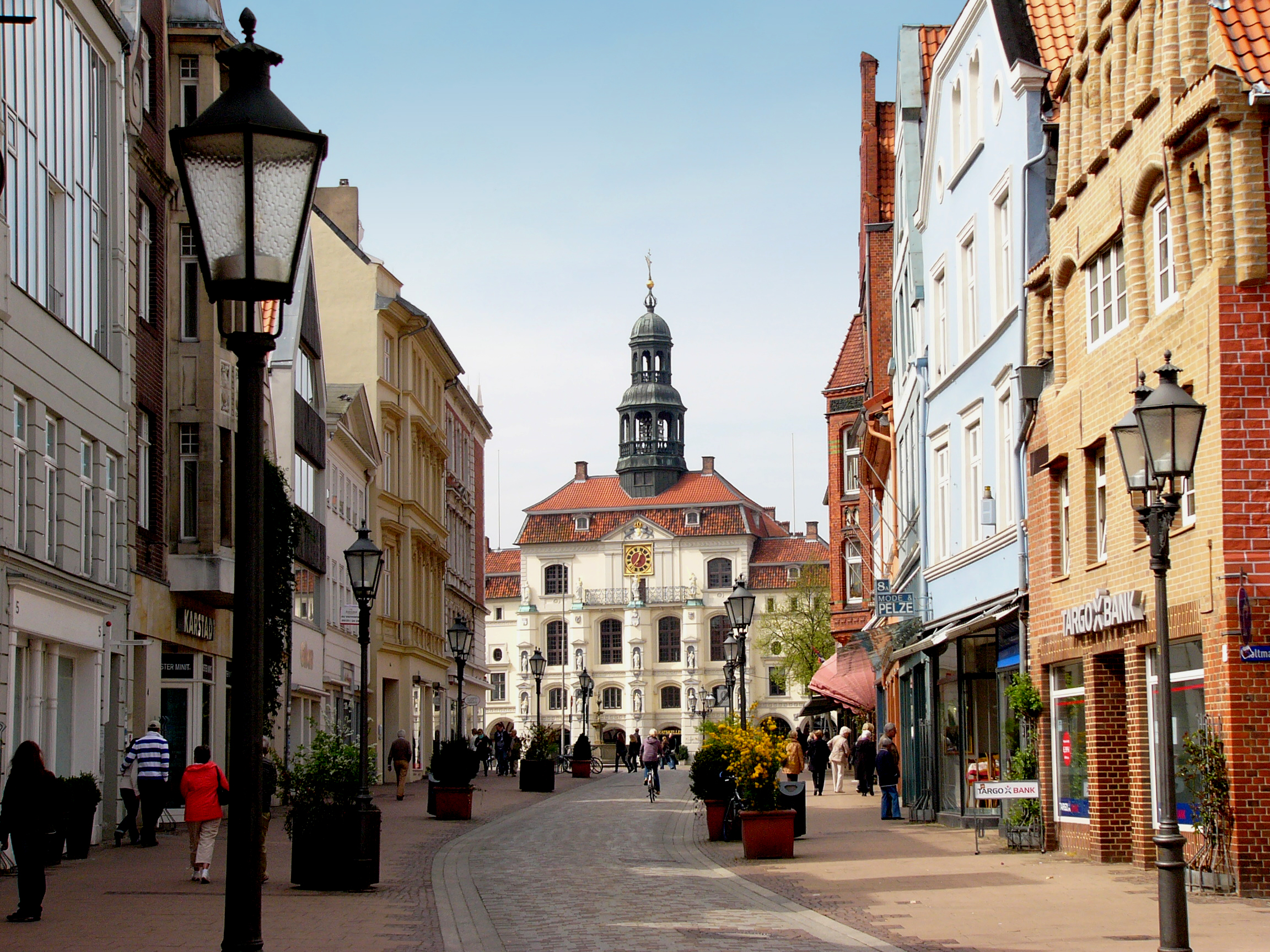
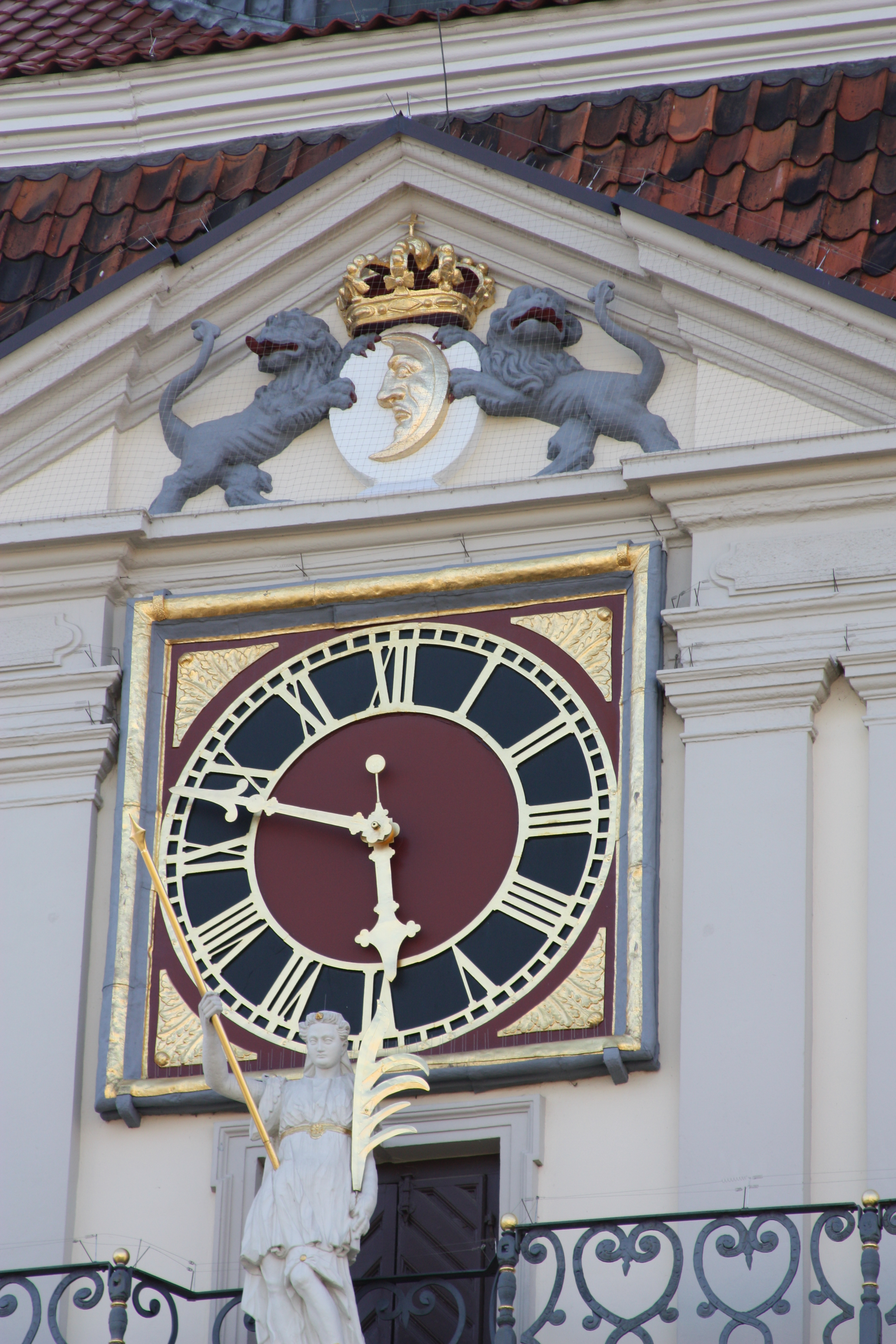
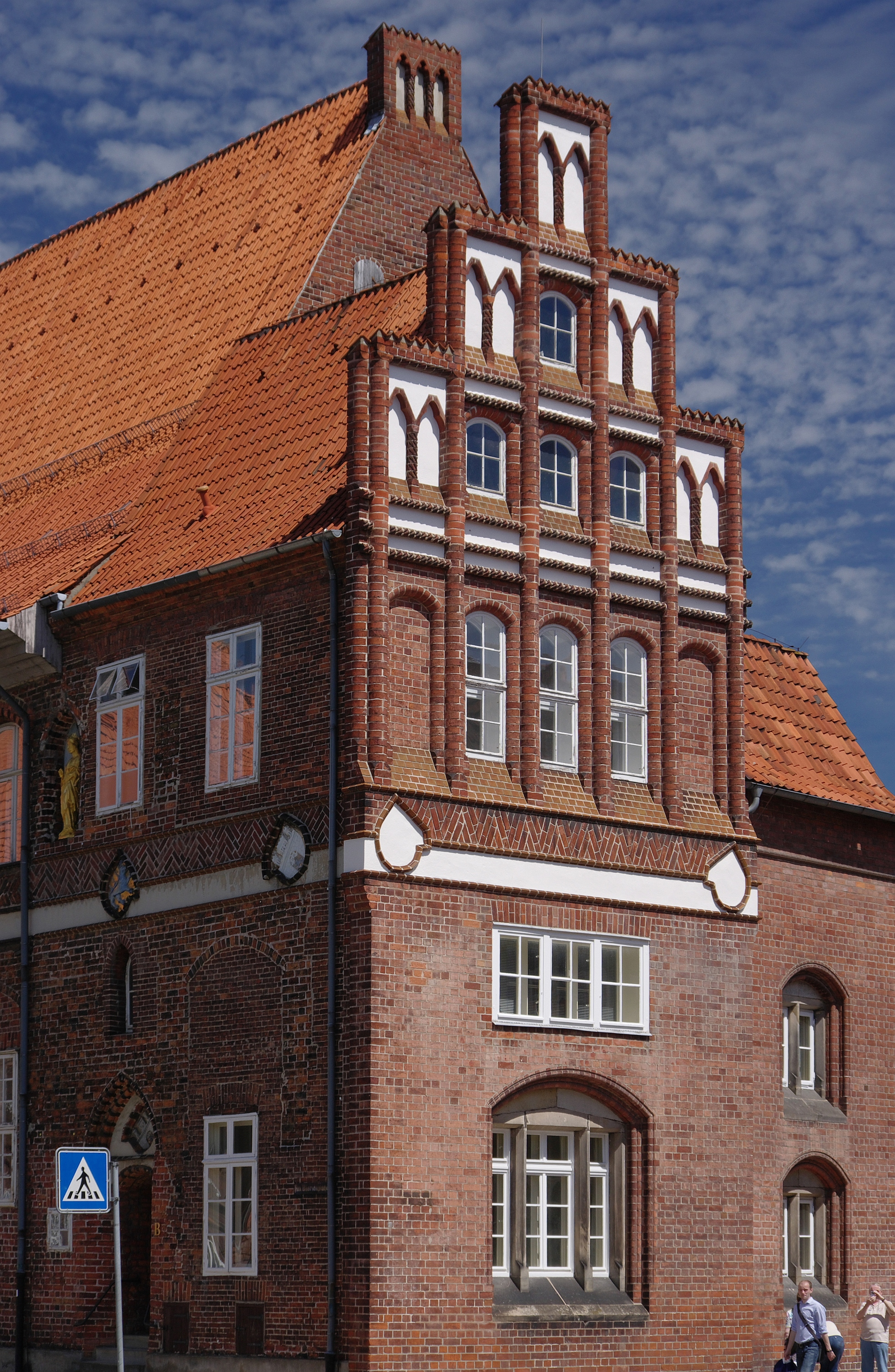

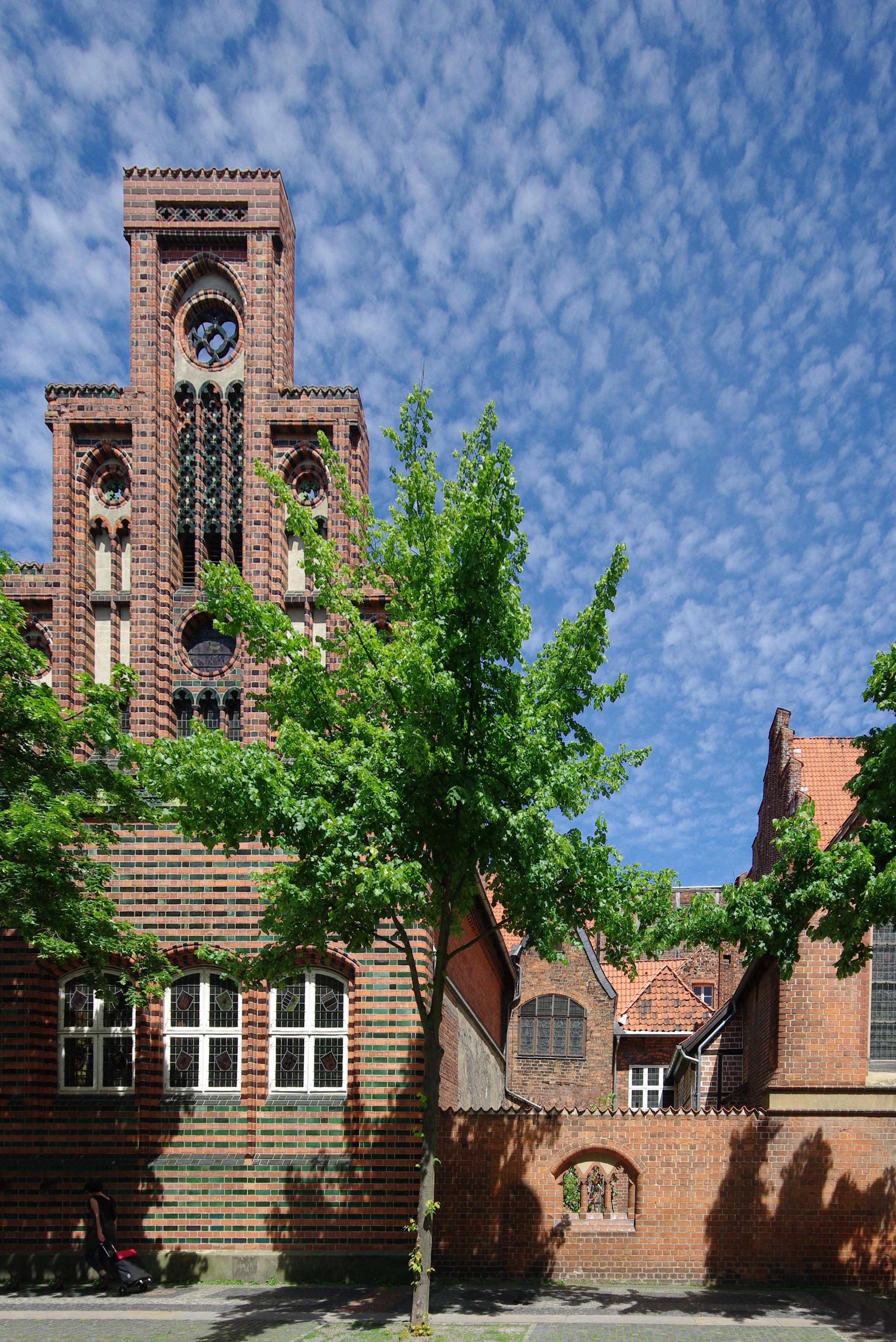
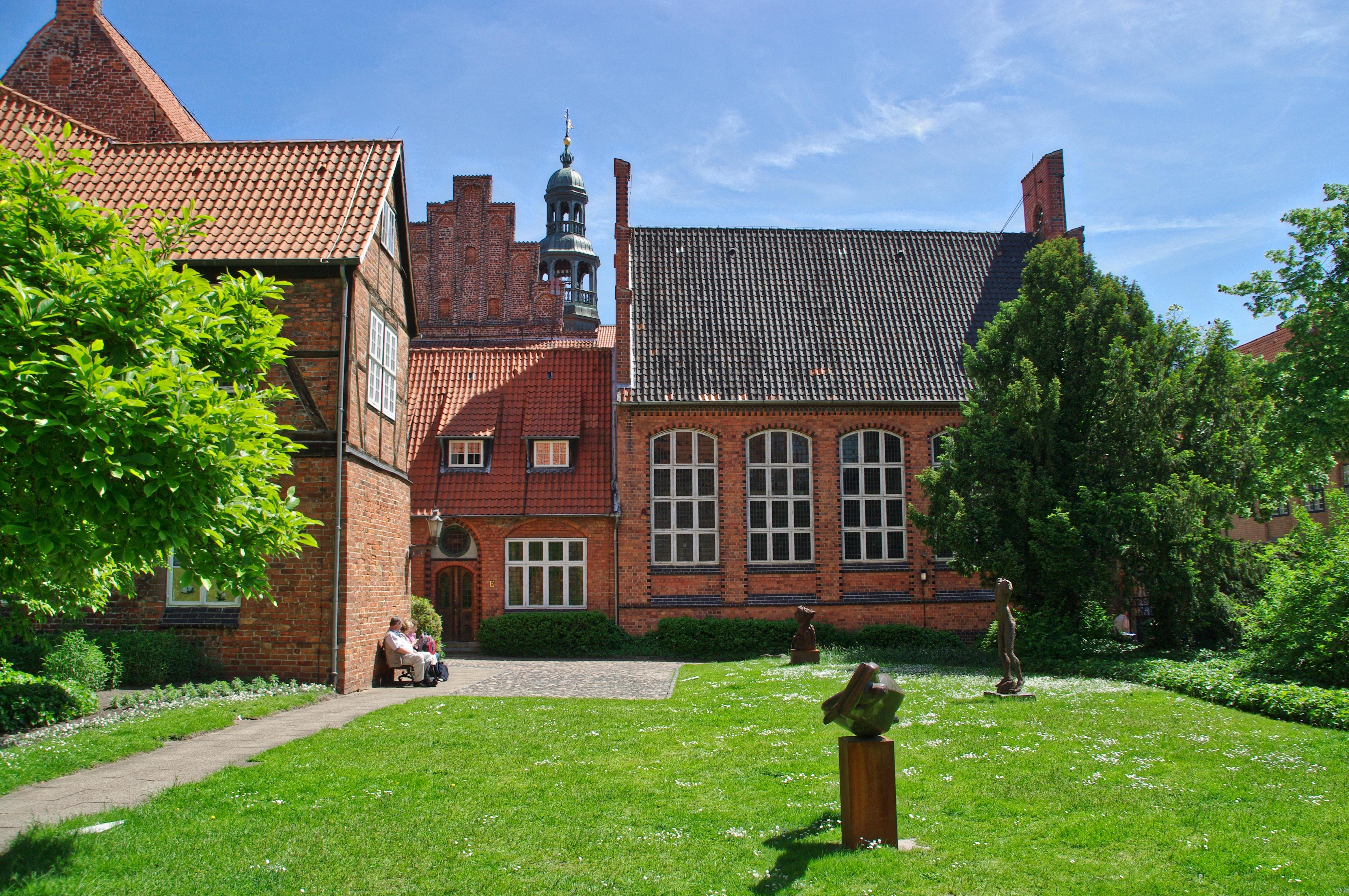
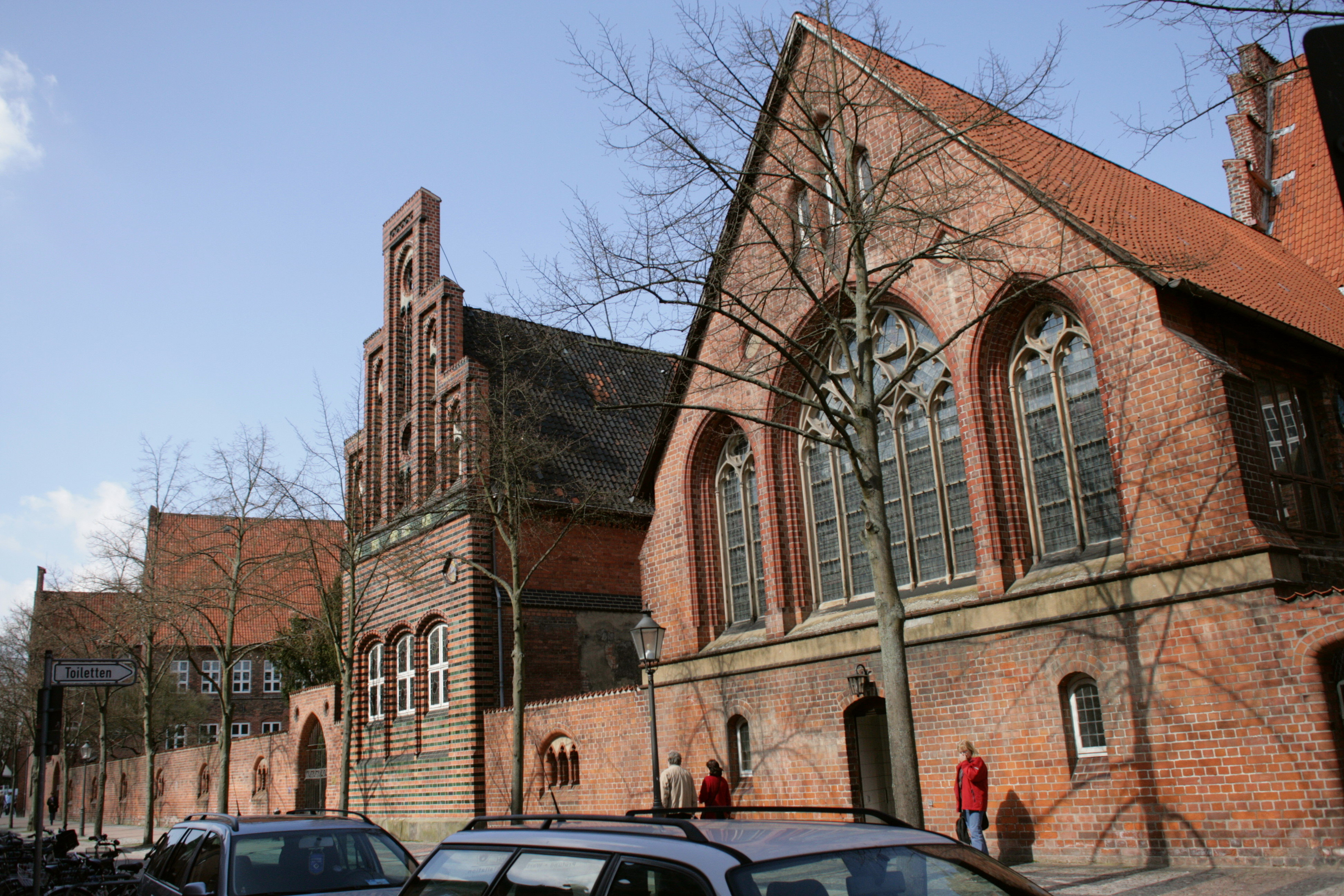
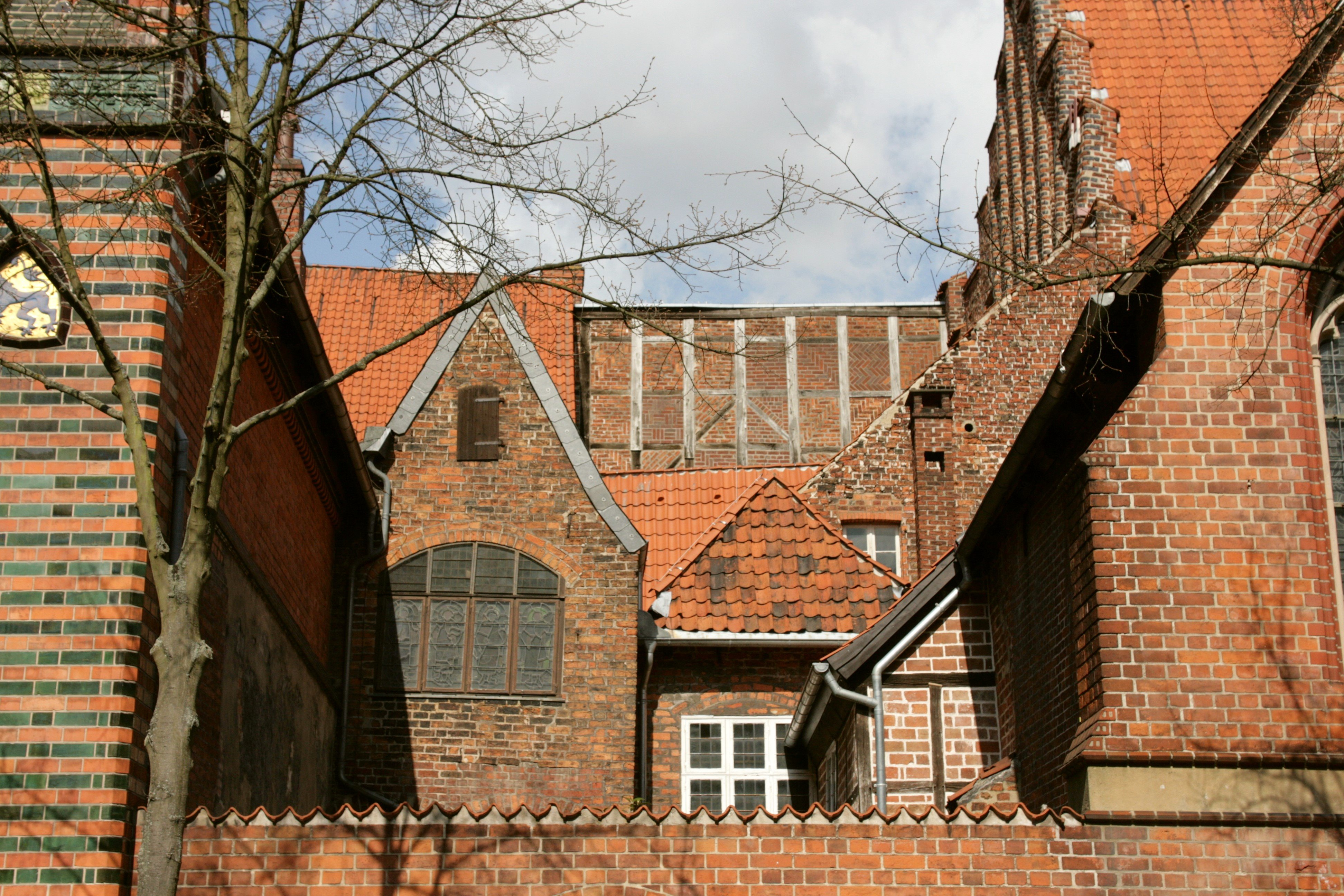